# Študentska organizacija Slovenije
Študentska organizacija Slovenije je krovna organizacija študentov v Sloveniji v sklopu katere delujejo različne organizacijske oblike:
- študentske organizacije univerz
  - Študentska organizacija Univerze v Ljubljani
  - Študentska organizacija Univerze v Mariboru
  - Študentska organizacija Univerze na Primorskem
- študentske organizacije lokalnih skupnosti (študentski klubi)
- študentske organizacije visokošolskih zavodov